# Salzburg-annalerne
Salzburg-annalerne eller Annales Iuvavenses var en serie af annaler skrevet i det 9. og 10. århundrede i Salzburg. De bruges som kilde til det sydøstlige Tysklands historie. Der eksisterer dog kun fragmenter af kopier, taget i det 12. århundrede.
Annalerne er et af de første steder et forenet Tyskland nævnes. 920: Baiuarii sponte se reddiderunt Arnolfo duci et regnare eum fecerunt in regno Teutonicorum: "Bayerne, sammen med nogle andre Østfrankere, valgte Arnulf konge i opposition til Henrik" (dette skete dog i 919). Dette viser noget af de eneste beviser på at der eksisterede et forenet tysk kongerige før slutningen af det 11. århundrede. De fleste lærde anser det dog som en tilføjelse fra det 12. århundrede. Annalerne er ligeledes den eneste kilde til et attentat på Carloman af bayerne i 878. Ligeledes er det heri at de første skrevne referencer til Bratislava nævnes.